# وسيطاء الحفن
وسيطاء الحفن تقع في الجهة الجنوبية من مدينة حائل على مسافة 95 كلم تقريبا، وهي تمتد من الشمال إلى الجنوب على وادي الحفن -الرحبة قديمًا- بطول عشرين كم تقريبا، وهي من القرى الكبيرة والمشهورة في منطقة حائل،  ينسب إليها نوع من التمر(حلوة الوسيطاء) مشهورة على مستوى المنطقة.

## نشأتها
أولًا: الحفن تأسست في النصف الثاني من القرن الثاني عشر حوالي 1160هـ.
ثانيًا: الوسيطاء تأسست في النصف الأول من القرن الثالث عشر حوالي 1235هـ .
كانتا في الأساس أرض زراعية في فصل الشتاء فقط.

## سبب التسمية
سبب تسمية "الحفن" فهو من المتوقع أنه على حسب ما قاله (حمد الجاسر) في المعجم الجغرافي للبلاد العربية السعودية في شمال المملكة: هي الحفرة التي تجتمع فيها مياه الأمطار كهيئة البرك.
يقول الشاعر عدي بن الرقاع العاملي: 
| بِكْرٌ يُرَبِّثُها آثَارُ مُنْبَعِقٍ |  | تَرَى بِهِ حُفَناً زُرْقاً وغُدْرَانَا |

أما سبب تسمية الحفن بمسمى "وسيطاء الحفن" فهو حسب ما قاله كبار السن من أهل القرية.
القول الأول: أن القرية أرض منبسطة متساوية ويتوسطها وادي القرية لذلك سميت وسيطاء الحفن.
القول الثاني: أن القرية واسعة ومنبسطة خالية من المرتفعات في هذه الأرض المنبسطة وتحيط بها الجبال من جميع الجهات الأصلية والفرعية وأن هذه الأرض المنبسطة تتوسط هذه الجبال لذلك سميت وسيطاء الحفن.
القول الثالث: أن القرية تحيط بها القرى الواقعة وسط الجبال من جميع الجهات وكانت أرض القرية خصبة فكان معظم سكان القرى المجاورة يعملون بها في الزمن الماضي بالزراعة في فصل الشتاء والربيع لزراعة القمح والشعير والذرة لطلب الرزق والمعيشة، لذلك كانت مجمع للناس ومكان للتعارف من جميع القرى المجاورة لها وقدوم الناس إليها للزراعة والتعارف فيما بينهم لذلك سميت وسيطاء الحفن.

كل الأقوال الواردة صحيحة وتنطبق على قرية الوسيطاء لأن كل ما قيل من ناحية مسمى القرية فهو واقعي

## الحدود
يحد قرية وسيطاء الحفن شمالًا جبال [العويقر, الفهيدة, الريّـاض].
ويحدها جنوبًا وادي الشعبة -الثلبوت قديمًا- الذي يصب فيه وادي الحفن.
ويحد قرية وسيطاء الحفن شرقًا جبال [ذرف المشارك, حمراء الضبعة, أرينبة أم رجم]
ويحدها غربًا مدينة الروضة و جبال[غوله, الزرقاء, خثم النايع]
حيث أن الجبال التي في الشمال والغرب هي جبال رمان الأسمر ويقال أن لها تاريخ عظيم مع بعض الشعراء والقبائل.

لها طريق يربطها بالروضة، وطريق يربطها بالمستجدة التي تقع غرب عنها، وكذلك طريق يخرج شرق مرورا بالوهيبية ثم سميراء.

## السكان
يسكنها بنو تميم وقد قدموا إلى هذه القرية من قرية قفار هم وغيرهم لطلب الرزق فكل مجموعة يختارون أو يشترون موقعًا يناسبهم وذلك من أجل الزراعة وطلب الرزق.
ثم نمت وازدهرت شأنها شأن أي قرية من قرى المملكة العربية السعودية.
ويقال أن سبب هجرة ورحيل بعض قبيلة بنو تميم من قرية قفار إلى وسيطاء الحفن وبعض القرى المجاورة لكثرة سكان قرية قفار وقلة المياه الجوفية السطحية التي كان يعتمد عليها معظم الناس في الزراعة حيث أن الزراعة في ذلك الوقت كانت هي الوسيلة المهمة للمعيشة.
وسكان قرية وسيطاء الحفن هم من فخذ الحمران من قبيلة بنو تميم.
ومن أشهر العوائل الذين يسكنونها: 
-اللحيدان.
-الشهيل.
-المهوس.
-الشايع.
-المنقور.
كذلك يشتهر أهل القرية بالكرم وحسن المعاملة منذ زمن قديم إلى هذا اليوم.
ثم أن أمراء القرية منذ نشأتها وهم من أهل القرية حيث يوضع الأمير عليهم ممن تتوفر فيه الشهامة والرجولة والصدق والدين والعدل ، ويكون محبوبًا من أهل القرية جميعًا.